# Nicolas Goulet
Nicolas Goulet (* 1745 in Paris; † Januar 1820 ebenda) war ein französischer Architekt und Sachbuchautor.
Goulet erwarb sich in seinem Geburtsort Paris den Ruf eines geschickten Architekten. Er erbaute und dekorierte mehrere Hôtels und Privatgebäude in Paris und dessen Umgebung. Auch trat er als Fachschriftsteller hervor und war außerdem einer der Herausgeber der Description de Paris et de ses édifices (1806; neue Auflage 1818). Zu den ihm verliehenen Auszeichnungen gehörte das Ritterkreuz der Ehrenlegion. Ferner war er Mitglied mehrerer gelehrter Gesellschaften. Er starb 1820 im Alter von 75 Jahren in Paris.

## Schriften (Auswahl)
- Moyens d’éviter les incendies et d’économiser le bois dans la construction des bâtiments ...
- Dissertation sur les murs de quais, les trottoirs et fontaines de Paris ...
- Recueil d’architecture civile, ou description des châteaux et maisons de campagne des environs de Paris
- Inconvénients des fosses d’aisances, possibilité de les supprimer ..., 1785
- Observations sur les colonnes départementales, 1799
- Projet d’une nouvelle distribution des arrondissements municipaux de Paris, 1800
- Suite d’observations sur un monument à élever à l’Empereur des Français ..., 1806
- Observations sur les embellissements de Paris et sur les monuments qui s’y construisent, ... , 1808
- Fêtes à l’occasion du mariage de S. M. Napoléon, empereur des Français, roi d’Italie, avec Marie-Louise, archiduchesse d’Autriche, 1810